# Фудзивара, Сотаро
Сотаро Фудзивара (яп. 藤原 崇太郎; род. 27 апреля 1998) — японский дзюдоист, серебряный призёр чемпионата мира 2018 года в весовой категории до 81 кг, чемпион Азии 2017 года.

## Биография
На чемпионате Азии 2017 года одержал победу в весовой категории до 81 кг.
В 2018 году одерживает две победы на турнирах Большого шлема в Париже и Екатеринбурге.
На чемпионате мира 2018 года в Баку, в финале в весовой категории до 81 кг, уступил иранскому спортсмену и завоевал свою первую серебряную медаль на мировых первенствах.